# L'Alfacada
L'Alfacada és una llacuna litoral de dimensions força grans (unes 200 hectàrees). La formació d'aquesta llacuna ha estat lligada a l'activitat de la gola del riu Migjorn, antiga desembocadura que en l'actualitat resta tancada la major part de l'any, ja que el cabal que circula per aquest braç no és prou important com per mantenir-la oberta. La morfologia actual també ha estat condicionada per l'activitat humana. Ha sofert processos de dessecació, s'ha ampliat pel marge occidental, s'ha evitat l'entrada d'aigua marina aixecant un dic de sorra que aïlla l'Alfacada dels temporals. Gràcies a les mesures agroambientals promogudes per la Unió Europea, alguns dels arrossars que envoltaven la llacuna han estat reconvertits en zona humida. D'aquesta manera s'ha ampliat notablement la franja l'espai natural que envolta les aigües.

## Flora i fauna
La vegetació palustre està formada per comunitats helofítiques on predomina el canyís (Phragmites australis), la boga (Typha angustifolia) i la jonca d'estany (Scirpus maritimus). La llacuna de l'Alfacada, que representa un hàbitat d'interès comunitari prioritari (codi 1150), presenta comunitats de macròfits representats per Potamogeton pectinatus, que té un recobriment molt important a tota la llacuna.
A l'espai s'hi localitzen altres hàbitats d'interès comunitari. Destaca tota la façana marítima de l'espai que presenta un ecosistema dunar on es troben principalment dunes movents embrionàries (codi 2110), dunes litorals fixades, amb comunitats del Crucianellion maritimae (codi 2210), plans costaners arenosos o llimosos, sovint recoberts de mantells microbians (codi 1140), prats i jonqueres halòfils mediterranis (Juncetalia maritimi) (codi 1410), matollars halòfils mediterranis i termoatlàntics (Sarcocornetea fruticosae) (codi 1420), i comunitats halòfiles dels sòls d'humitat molt fluctuant, considerades hàbitat d'interès comunitari prioritari (codi 1510).
Pel que fa a la fauna, tant la llacuna de l'Alfacada com algunes cubetes permanents de la zona litoral allotgen unes bones poblacions de fartet (Aphanius iberus). És un lloc de nidificació de la polla blava (Porphyrio porphyrio), el cabusset (Tachybaptus ruficollis), l'ànec coll-verd (Anas platyrhynchos), el cames-llargues (Himantopus himantopus), el fumarell carablanc (Chlydonias hibrida), la boscarla mostatxuda (Acrocephalus melanopogon), la boscarla de canyar (A. Scirpaceus), el balquer (A. Arundinaceus), el boscaler (Locustella luscinioides), i altres. Durant l'època de cria, la seva proximitat a Buda fa que sigui un indret d'alimentació molt utilitzat pels ardèids, el capó reial (Plegadis falcinellus) i la perdiu de mar (Glareola pratincola). No obstant això, durant l'hivern i els passos migratoris de les poblacions d'ocells aquàtics no són gaire nombroses, fet directament relacionat amb la intensa gestió cinegètica que s'hi practica.

## Protecció
L'espai es ressent d'una gestió massa enfocada a la caça (destorbs excessius, control hidrològic i de la vegetació). Destaca la presència d'un mirador des del qual s'observa tota la zona i diversos rètols informatius. El 2004 la Fundació Territori i Paisatge adquirí la llacuna i els aiguamolls que l'envolten (175 ha), no incloent-hi els arrossars abandonats. El compromís adquirit amb els antics propietaris és anar disminuint progressivament el nombre de tirades fins a eliminar la caça a la llacuna. La totalitat de la zona humida forma part l'espai del PEIN "Delta de l'Ebre" i de la Xarxa Natura 2000 ES0000020 "Delta de l'Ebre". El Parc Natural del Delta de l'Ebre només la inclou parcialment, ja que els arrossars abandonats resten fora de la delimitació.